# آزادی بیان در هند
آزادی بیان در هند (انگلیسی: Freedom of expression in India) در ماده‌های ۶۷، ۴۵، ۸۷ و ۹۲ قانون اساسی هند همراه با تضمین حقوق فردی، توسط قانون‌گذاران در نظر گرفته شده است. حق آزادی در ماده ۱۹ آزادی بیان و گفتار را به عنوان یکی از شش آزادی خود تضمین می‌کند.

## تاریخچه
قانون موجود در شکل فعلی آن، ریشه در قانون شماره آ۲۹۵ است که در دوران استعمار بریتانیا در هند تصویب شده‌بود.
این اقدام پس از یک سری از قتل‌های رهبران آریا سماج که مخالف اسلام بودند، مطرح شد. این موضوع در سال ۱۸۹۷ با قتل پاندیت لخرام توسط یک مسلمان آغاز شد؛ زیرا او کتابی در انتقاد از اسلام نوشته بود. کنراد الست (Koenraad Elst) استدلال می‌کند که بخش آ۲۹۵ توسط جامعه هندوها تدوین نشده است، بلکه علیه آن‌ها بود. این قانون توسط انگلیسی‌ها به هندوها تحمیل شده بود تا مانع انتقاد به اسلام شود. قتل‌های زنجیره‌ای در دسامبر ۱۹۲۶ پس از قتل سوامی شادهاندا (Swami Shraddhananda) که برای حفاظت از خانواده‌ای که بدعت کرده و از اسلام به هندوئیسم گرویده بود، مورد توجه قرار گرفت. علاوه بر این هندو سانگاتان (Hindu Sangathan) در سال ۱۹۲۶ کتابی با نام «ناجی نسل روبه زوال» تألیف کرده بود. مقدم بر این قانون، این موضوع قبل از این هم شروع شد در کیس علیه آریا ساماج واعظ دام بیر در سال ۱۹۱۵ ده مسلمان به آشوبگری متهم شدند ولی باز هم دامبیر براساس ماده ۲۹۸ برای «استفاده از کلمات و لحن اهانت آمیز … با قصد عمد به برانگیختن احساسات مذهبی» یک جامعه دیگر متهم شد و براساس ماده ۱۵۳. بخاطر «تحریک ناخود آگاه آشوب که در نهایت واقع شد» و قاضی به صحنه آورده شد که محکومیت حتمی باشد.

## قانون اساسی پیشین
قانون اساسی هند ۱۹۵۰ توسط مجلس مؤسسان از ۱۹۴۶–۱۹۵۰ تدوین شد. با این حال، این قانون اساسی به تاریخچه طولانی‌تر از اسناد پیشین مبدل شده بود یا به عنوان قوانین حاکم بر هند بریتانیا یا اسناد سیاسی محسوب می‌شد.
قانون اساسی هند (لایحه ۱۸۹۵) که بسیاری نظرات اوین تفسیر هندی از دیدگاه قانون اساسی می‌باشد، حاوی مقررات مربوط به آزادی بیان است: «هر شهروند ممکن است افکار خود را با کلمات یا نوشته‌های خود بیان کند و آنها را چاپ و منتشر کند، بدون اینکه مورد سانسور قرار گیرد، اما او می‌باید به سوءاستفاده‌هایی که ممکن است در انجام این حق اعمال شود، پاسخگو باشد.»
سایر اسناد پیشین قانون اساسی نیز حاوی مقررات مربوط به آزادی گفتار و بیان بودند، که شامل موارد زیر می‌شد: لایحه مشترک‌المنافع هند ۱۹۲۵، گزارش نهرو ۱۹۲۸، و دولت‌ها و اقلیت‌ها ۱۹۴۵. در اکثر موارد، این مقررات بعضی از محدودیت‌های مربوط به آزادی گفتار و بیان را شامل می‌شد.

## بحث در مجلس مؤسسان
مجلس مؤسسان هند در تاریخ ۱ دسامبر ۱۹۴۸ و ۲ دسامبر ۱۹۴۸ و ۱۷ اکتبر ۱۹۴۹ در مورد آزادی گفتار و بیان بحث کرد. مواد پیش‌نویس شامل موارد زیر است:
بنابر بندهای دیگر این ماده، همه شهروندان حق آزادی گفتار و بیان را دارا می‌باشند.
بند:هیچ ماده‌ای در بند (الف) ماده (۱) این ماده بر عملکرد قانون موجود تأثیر نمی‌گذارد یا مانع دولت از اجرای هر گونه قانونی در رابطه با تقصیر، تقلب، فتنه یا هر چیز دیگری نمی‌باشد که برخلاف شایستگی یا اخلاقیات متوسل می‌شود یا امنیت کشور را تحت‌الشعاع قرار می‌دهد.